# Golfe de Mólos
Pour les articles homonymes, voir Mólos.
Le golfe de Mólos (en grec moderne : Κόλπος Μώλου) est un golfe de la mer Méditerranée situé sur le centre de la côte ouest d'Ithaque, en Grèce.

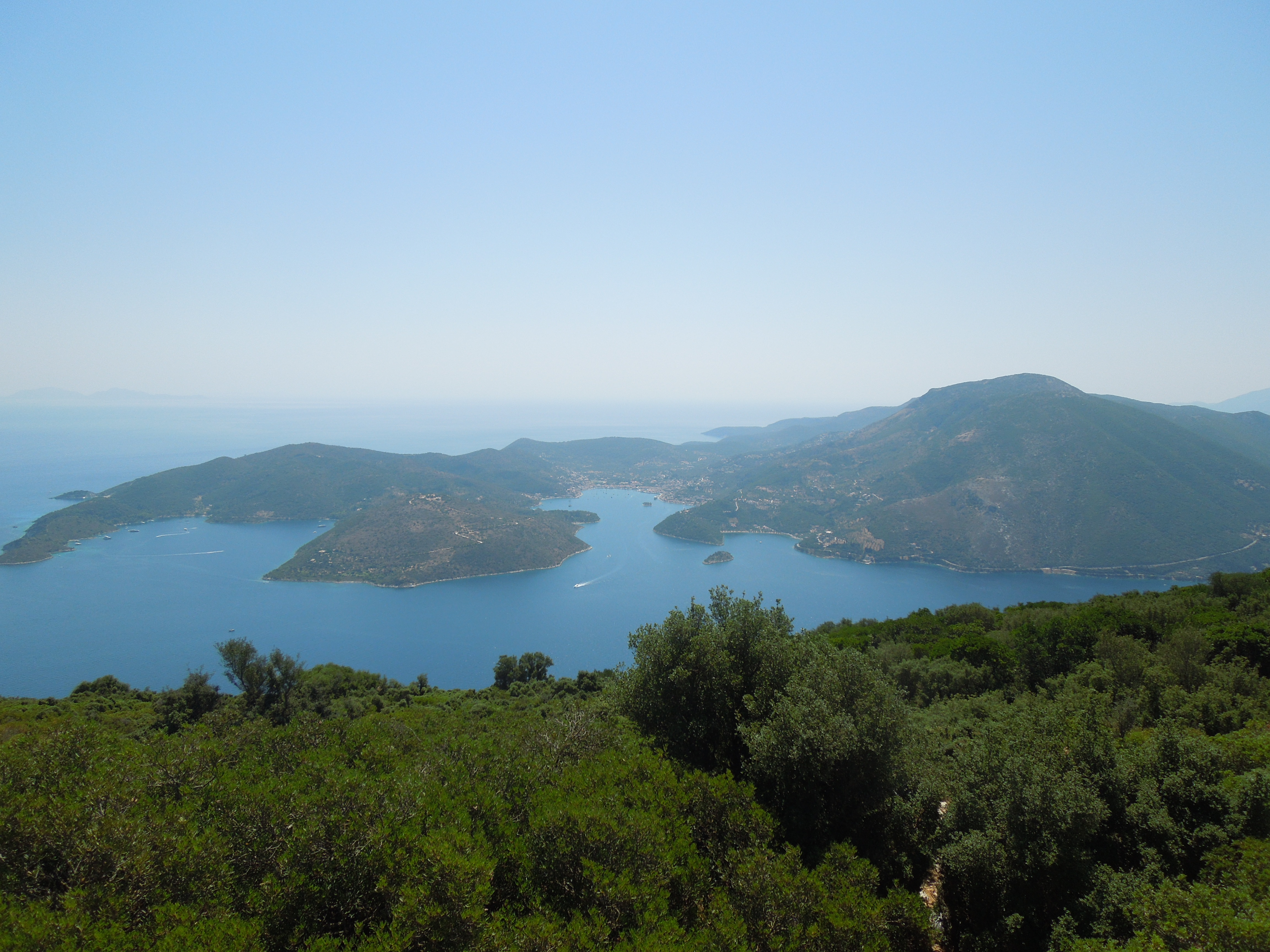
Golfe de Mólos.